# Saïd Bakari
Pour les articles homonymes, voir Bakari.
Saïd Bakari (né le 22 septembre 1994 à La Courneuve) est un footballeur international comorien évoluant au poste d'arrière droit pour le Sparta Rotterdam en Eredivisie ainsi qu'avec la sélection des Comores. Il a aussi la nationalité française.

## Biographie

### Carrière en club
Saïd Bakari évolue en région parisienne dans les catégories de jeunes, au FC Bourget jusqu'en 2010 puis au Paris Saint-Germain de 2010 à 2011, au Red Star 93 de 2011 à 2012 et à l'US Chantilly de 2012 à 2013. Il part ensuite jouer en Belgique au KV Turnhout jusqu'en 2015 où il retourne en France, à l'ES Bonchamp-lès-Laval. Il repart en Belgique en 2016, à l'UR Namur avant d'aller aux Pays-Bas, au RKC Waalwijk en 2017.
Il rejoindra le 1er juillet 2023 le Sparta Rotterdam, avec lequel il a signé un contrat jusqu'en 2025 avec une année en option.

### Carrière internationale
Saïd Bakari réalise ses débuts avec l'équipe nationale des Comores lors d'un match amical contre la Mauritanie le 6 octobre 2017 (victoire 1-0). Il dispute la Coupe COSAFA 2018, les qualifications à la Coupe d'Afrique des nations de football 2019, les éliminatoires de la Coupe du monde de football 2022 et les qualifications à la Coupe d'Afrique des nations de football 2021,. 
Le 9 juin 2025, il devient le premier footballeur comorien à marquer contre une équipe nationale européenne, en inscrivant le premier but de la rencontre Kosovo Comores (4-2) en amical, à Pristina.